# Consistório Ordinário Público de 1855

## Cardeais Eleitores
| Nº                 | País               | Nome                       | Idade              | Cargo                              | Título ou Diaconia                             |
| Cardeais eleitores | Cardeais eleitores | Cardeais eleitores         | Cardeais eleitores | Cardeais eleitores                 | Cardeais eleitores                             |
| ------------------ | ------------------ | -------------------------- | ------------------ | ---------------------------------- | ---------------------------------------------- |
| 1                  | Áustria            | Joseph Othmar von Rauscher | 58                 | Arcebispo de Viena                 | Cardeal-presbítero de Santa Maria da Vitória   |
| 2                  | Alemanha           | Karl-August von Reisach    | 55                 | Arcebispo de Munique               | Cardeal-presbítero de Santa Anastácia          |
| 3                  | França             | Clément Villecourt         | 68                 | Bispo de La Rochelle               | Cardeal-presbítero de São Pancrácio            |
| 4                  | Itália             | Francesco Gaude, O.P.      | 46                 | Presbítero da Ordem dos Pregadores | Cardeal-presbítero de Santa Maria em Ara Coeli |

## Link Externo
- «Catholic Hierarchy» (em inglês)